# Лита Александър
Лита Александър (на английски: Lyta Alexander) е измислена героиня от научнофантастичния сериал Вавилон 5. Тя е първият търговски телепат на станцията и участва в събитията от пилотния филм „Срещата“ (на английски: The Gathering). Тогава Лита сканира посланика на Ворлоните Кош и от този момент нататък е обвързана по тайнствен начин с него. Тя предприема опасно пътуване във Ворлонското космическо пространство, откъдето не се е върнала нито една експедиция, и се завръща в началото на третия сезон като асистент на Кош, чиято раса е модифицирала и подобрила телепатичните ѝ способности.

## Известни реплики на героинята
- „Психо-полицаите са обучени да изнервят всекиго, но Бестър може да изнерви дори и опитен психо-полицай.“